# Лесной, Сергей
Серге́й Я́ковлевич Парамо́нов (псевдоним — Серге́й Лесно́й; 4 ноября 1894, Харьков, Российская империя — 22 сентября 1967, Канберра, Австралия) — советский и австралийский энтомолог, специалист по систематике двукрылых. Известен также как переводчик и издатель «Велесовой книги» и сочинениями по древнерусской истории, которые подвергаются критике со стороны многих историков.

## Биография
Родился в 1894 году в Харькове. Окончил Киевский университет в 1917 году. Дипломированный биолог (энтомолог), доктор биологических наук, автор нескольких сотен научных статей по систематике мух, прежде всего, паразитических мух-жужжал. До 1941 года был сотрудником Зоологического музея АН Украины. В 1941 году не был эвакуирован и продолжал работу в Музее во время оккупации. В 1943 году вместе с некоторыми другими сотрудниками музея и коллекциями отправился в Германию c отступающими оккупантами. По его утверждению, оказался в лагере Мюнден, откуда его освободили части Британской армии в 1945 году. Благодаря содействию сотрудника Британского музея (естественной истории) Б. П. Уварова, получил работу в Австралии. C 1947 года до самой смерти проживал в Канберре.

## Научная деятельность
Автор более 50 научных публикаций по систематике двукрылых СССР и Австралии.

## Сочинения по истории
Под псевдонимом С. Лесной опубликовал ряд любительских книг об истории Руси и «Слове о полку Игореве». Был один из энтузиастов изучения и публикации «Велесовой книги» — якобы древнерусского текста, признанного учёными фальсификатом; наиболее вероятным автором исследователи считают одного из её первых публикаторов русского эмигранта и автора псевдоисторических сочинений Юрия Миролюбова. Является автором названия «Влесова книга». В его сочинении «Влесова книга…» (1966) наиболее подробно изложена история находки и публикации памятника. Лесному не удалось установить, какую часть текста Миролюбов переписал.
В 1960 году Лесной прислал в Советский славянский комитет фотографию с одной из «дощечек» «Велесовой книги». Академик В. В. Виноградов поручил палеографу и языковеду Л. П. Жуковской провести экспертизу этой фотографии. На ней читалось всего десять строк. Жуковская установила, что фотография сделана не с дощечки, а с прориси, а также указала, что если по палеографическим данным (хотя они и вызывают сомнение) нельзя прямо судить о подделке, то данные языка свидетельствуют, что «рассмотренный материал не является подлинным». В ответ на это Лесной писал, что соображения эксперта не имеют основания, поскольку «он этого языка не знает». Филолог О. В. Творогов отмечает, что вывод Жуковской основан не на странности или исключительности форм языка, а на сочетании в тексте разновременных языковых фактов, которые не могли сосуществовать в каком-либо реальном славянском языке.
В 1960–х годах «Велесова книга» упоминается Лесным в книгах «История руссов в неизвращенном виде» (1953—1960) и «Русь, откуда ты? Основные проблемы истории Древней Руси» (1964). Затем он посвящает ей специальное сочинение «Влесова книга…» (1966). В 1963 году Лесной опубликовал тезисы своего предполагаемого сообщения о «Велесовой книге» на V Международном съезде славистов, но на съезде он не присутствовал.
В «Велесовой книге» упоминается, в частности, славное киевское племя, которое совместно с другим племенем «отца Оря» одерживало победы над врагами. Оба племени названы «руште», что по мысли автора, вероятно, должно означать «русы». Сергей Лесной (один из первых публикаторов текста) относил эти события к 500 году до н. э. или, по меньшей мере, к началу н. э. «Велесова книга» повествует о человеколюбии славянской языческой религии, якобы не знавшей кровавых жертвоприношений. Лесной и Миролюбов особенно подчёркивали эту идею. Она была принята многими славянскими неоязыческими течениями.
По мнению историка В. П. Козлова, основой методологии подлога «Велесовой книги» её автор, которым он считает Миролюбова, сделал принцип неповторимости, необычности языка, графики и содержания текста. Эта необычность избавляла автора от усилий по изучению закономерностей развития славянских языков и письменности. В то же время Миролюбивым и его последователями, такими как Лесной, Валерий Скурлатов и Н. Николаев, необычность использовалась как аргумент в пользу подлинности этого текста.
О «Велесовой книге» Лесной писал:

Это совершенно не изученный и лишь на 3/4 недавно опубликованный источник — по всей видимости, летопись языческих русских жрецов, начинающаяся событиями задолго до нашей эры и доведённая до Аскольда и Дира, но не захватившая вовсе Олега. Это, по-видимому, древнейший русский оригинальный источник, которым мы располагаем. Написан он, в сущности, на неизвестном славянском языке, представляющем огромные трудности для нашего нынешнего понимания. Излагает он как события уже упоминавшиеся в истории, так и, в большинстве случаев, зафиксированные впервые, ибо касается эпохи, вовсе не затронутой летописью Нестора.

В десятом выпуске своей «Истории руссов в неизвращенном виде» (1960) Лесной писал, что её публикаторы, русские эмигранты Юрий Миролюбов и Александр Куренков (псевдоним Ал. Кур) , упорно не допускают к текстам учёных, публикация «Велесовой книги» странно прервалась, и «все попытки выяснения подробностей пресекаются», он безрезультатно требовал передать «Русскому музею» в Сан–Франциско текст «Велесовой книги» и фотокопии, довести до конца публикацию и т. д.
О советской исторической науке Лесной писал:

Само собой разумеется, вопрос о том, что сделано советской наукой на участке древней истории Руси, не может быть обойден молчанием: как-никак, а 16 Академий наук и десятки университетов и институтов что-то делали в течение 45 лет. К тому же речь идет о собственной истории. Количество работников и средства, брошенные на это, огромны. Значит, мы вправе ожидать и соответствующих результатов. Если мы сравним цифры, отражающие отношение к исторической науке царского времени, с цифрами по советскому периоду, то они окажутся несопоставимыми. Цифры царского времени ничтожно малы в отношении как научных работников, так и отпускаемых средств. Наконец, пусть чудодействие своё покажет прославленный метод диалектического материализма.

Работы Ал. Кура по изданию «Велесовой книги» в «Жар-птице» были представлены С. Лесным как совершенно дилетантские.

## Публикации
по систематике
- Парамонов С. Я. Шлуниковi оводи. — Киев-Львов: Видавництво Академii наук УССР, 1940. — 131 с.
- Парамонов С. Я. Сем. Bombyliidae (подсем. Bombyliinae) // Фауна СССР. Насекомые перепончатокрылые. — М.—Л.: Издательство АН СССР, 1940. — Т. 5, вып. 3. — 414 с. — (Новая серия № 25).
- Paramonov S. J. Ueber einige exotische (hauptsächlich südamerikanische) Bombyliidae (Dipteren) // Konowia : journal. — 1934. — Т. 13. — С. 22—34.
- Paramonov S. J. Notes on Australian Diptera (I-V). I. The localities referred to by Macquart as Cap des Aguilles; Isle Sydney, and Océanie // The Annals and magazine of natural history : journal. — 1950. — № 3. — С. 515—19.
- Paramonov S. J. A review of Australian Nemestrinidae (Diptera) // Australian Journal of Zoology : journal. — 1953. — № 1. — С. 242—90. — ISSN 0004-959X.
- Paramonov S. J. A review of Australian Apioceridae (Diptera) // Australian Journal of Zoology : journal. — 1953. — № 1. — С. 449—536. — ISSN 0004-959X.
- Paramonov S. J. New Zealand Cyrtidae (Diptera) and the problem of the Pacific Island fauna // Pacific Science : journal. — 1955. — № 9:. — С. 16—25. — ISSN 0030-8870.
- Paramonov S. J. A review of Australian Scenopinidae (Diptera) // Australian Journal of Zoology : journal. — 1955. — № 3:. — С. 634—53. — ISSN 0004-959X.
- Paramonov S. J. A review of Australian species of Cylindromyia Meigen and Saralba Walker (Tachinidae: Diptera) // Australian Journal of Zoology : journal. — 1956. — № 4:. — С. 358—75. — ISSN 0004-959X.
- Paramonov S. J. A review of Australian Acroceridae (Diptera) // Australian Journal of Zoology : journal. — 1957. — № 5. — С. 521—46. — ISSN 0004-959X.
- Paramonov S. J. A review of Australian species of Laphria (Asilidae, Diptera), with descriptions of three new species from Lord Howe Island // Pacific Science. — 1958. — № 12:. — С. 92—105. — ISSN 0030-8870.
- Paramonov S. J. A review of Australian Pyrgotidae (Diptera) // Australian Journal of Zoology : journal. — 1958. — № 6:. — С. 89—137. — ISSN 0004-959X.
- Paramonov S. J. A review of the genus Euphumosia Malloch (Diptera, Calliphoridae) // Nova Guinea (Zool.) : journal. — 1960. — № 1: 1-13.
- Paramonov S. J. Results of the Arcübold Expeditions. Some new species of Euphumosia Mall. and Hemipyrellia Towns. from the Moluccas and New Guinea (Diptera, Calliphoridae) // Nova Guinea (Zool.) : journal. — 1961. — № 12. — С. 219—26.
- Paramonov S. J. A review of Australian Leptidae (Diptera) // Australian Journal of Zoology : journal. — 1962. — № 10:. — С. 113—69. — ISSN 0004-959X.
- Paramonov S. J. A review of the Australian species of Ligyra Newman (Hyperalonia olim) (Bombyliidae: Diptera). // Australian Journal of Zoology : journal. — 1967. — № 15. — С. 123—44. — ISSN 0004-959X.
- Paramonov S. J. A review of the tribe Rutiliini (Diptera: Tachinidae) I. Genera other than Rutilia Robineau-Desvoidy and Formosia Guérin-Méneville // Australian Journal of Zoology : journal. — 1968. — № 16. — С. 349—404. — ISSN 0004-959X.

по истории
- Слово о Полку Игореве. Исследование в четырёх томах. К 150-летию со дня опубликования. (Париж, 1950—1953)
- Чертовщина под Лысой горой (Париж, 1952)
- История «руссов» в неизвращенном виде (Париж; Мюнхен, 1953—1960)
  - «Велесова книга» — новый, совершенно неизученный источник о древней языческой Руси // История «руссов» в неизвращённом виде. — Париж, 1957. — С. 607—620.
  - Отрывок «Велесовой книги» о Кие, Щеке и Хореве; Отрывок «Велесовой книги» о Богумире // История «руссов» в неизвращённом виде. — Париж, 1958. — Вып. 7. — С. 752—765.
- Пересмотр основ истории славян (Мельбурн, 1956)
- Кто создал древнюю Русь: Славяне или германцы? (Париж, 1960, «Возрождение» № 108)
- О подлинности «дощечек» Изенбека; «Дощечки Изенбека» и русская общественность // История «руссов» в неизвращённом виде. — 1960. — Вып. 40. — С. 1115—1117, 1162—1166.
- Русь, откуда ты?. — Виннипег, 1964. — 384 с.
  - Проблема «Велесовой книги» // Откуда ты, Русь?. — Ростов н/Д., 1995. — С. 197—252.
- «Влесова книга» — языческая летопись доолеговской Руси: (История находки, текст и комментарий). — Виннипег, 1966.
  - Влесова Книга. — М.: Захаров, 2002.
- Из далекого прошлого славян (Мельбурн, 1967)
- Сборник публикаций 1960—1967 (Санкт-Петербург, Страницы Мировой Истории, 2012 год). Издано в России впервые. Сборник статей, опубликованных в разное время в русском эмигрантском журнале «Возрождение».